# 特雷维 (罗马)

区徽

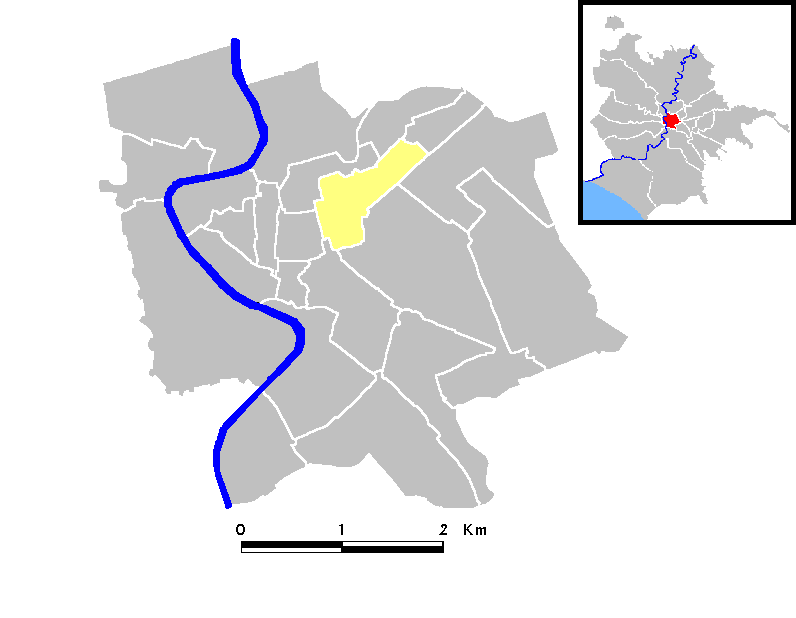
地图

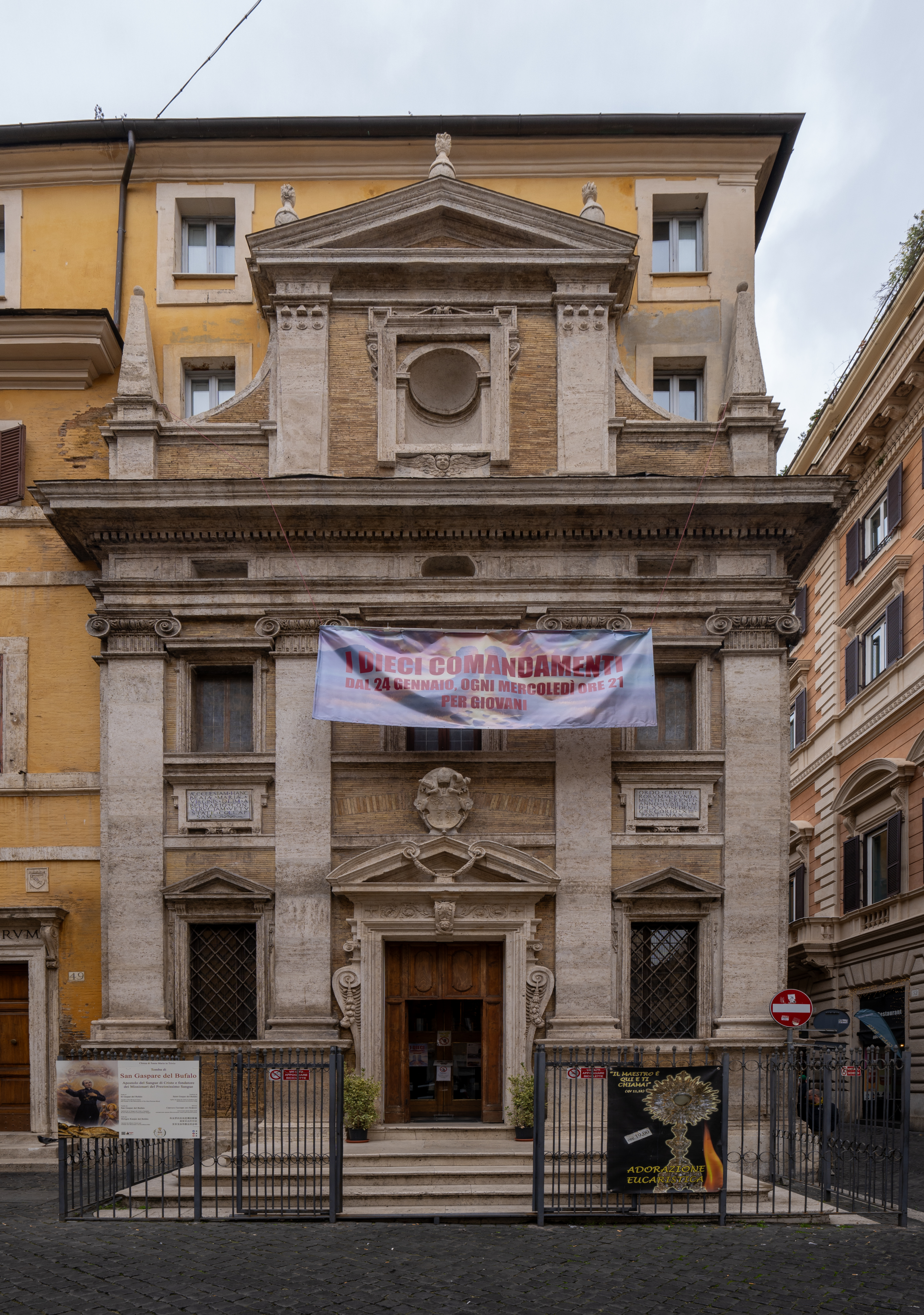
Crociferi广场和Santa Maria in Trivio教堂

特雷维（Trevi）是罗马的第二区。其名称来源不清楚，但是最广为接受的说法是来自于拉丁语trivium（意为“三条街”），因为有三条街都通往Crociferi广场（毗邻特萊維广场）。该区的标志是三把剑。
在古罗马时期，特雷维区有大量私人住宅以及一些纪念建筑。自那时以来，该地区实际上分成两部分：毗邻台伯河较低平的部分，以及山丘上较高的部分。前者是城市的活动中心之一，而后者是富裕而宁静的住宅区。
罗马帝国倒台后，很多人从山上移居到山下的河边。此后，沿台伯河一带布满了建筑物，而山上几乎什么都没有，直到文艺复兴。 
17世纪的城市化，新的街道，教堂和喷泉造成特雷维区相当拥挤，直到19世纪末。奎利那雷山与拥挤的沿河地区不同，由于许多属于教宗的建筑物，慢慢地成为一个权力的中心。 
在拿破仑统治下，于1811年，奎利那雷山被选为在罗马的帝国中心。由于拿破仑倒台，计划未能完成，但是这一想法在1870年以后罗马成为意大利首都后部分得到实现。事实上，如今有几个部都设在特雷维区。这使得该区较高的部分完全改观，虽然不是很拥挤，但是布满了小街道，教堂和纪念建筑。该区最著名的景点为特萊維噴泉。

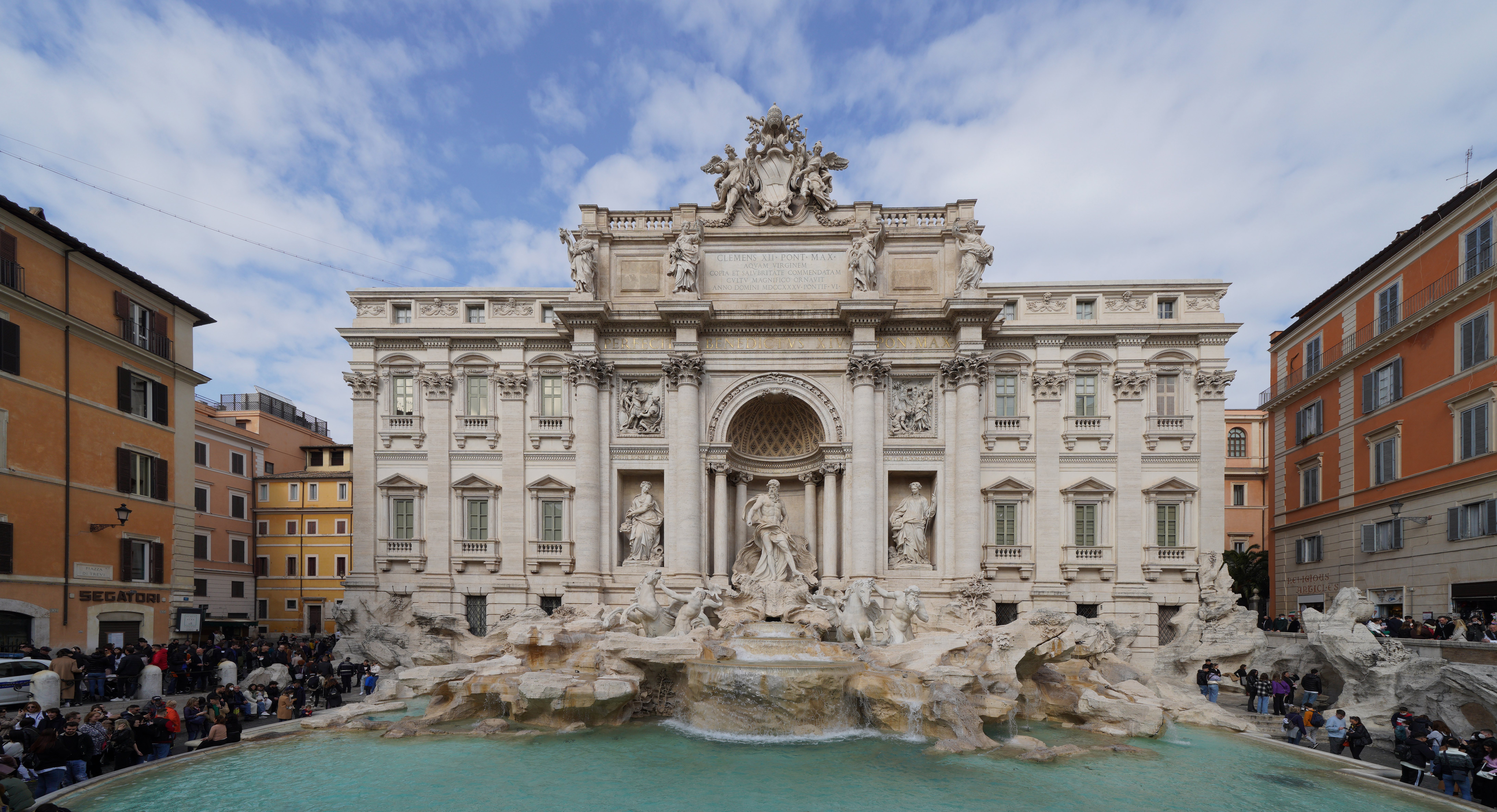
特萊維噴泉